# Pete Farndon
Peter Granville Farndon (12 de juny de 1952 – 14 d'abril de 1983) fou un baixista anglès, membre fundador del grup the Pretenders. Farndon era de Hereford, com els altres membres del grup, excepte Chrissie Hynde. A més de tocar el baix, feia els cors i va ser el coautor de dues cançons del grup ("The Wait" i "Space Invader"), abans de ser expulsat del grup el 14 de juny de 1982 pels seus problemes amb les drogues.

## Carrera
Entre les influències musicals de Farndon hi havia Stanley Clarke i Jeff Beck. Farndon va tocar amb Cold River Lady fins l'estiu de 1976, i va anar de gira amb el grup australià de folk-rock The Bushwackers el 1978.
Farndon va afegir-se als Pretenders a principis de 1978 i fou el primer membre de la formació 1978–82 que Chrissie Hynde va reclutar. Farndon recordava el seu primer assaig: "No l'oblidaré mai, entrem, fem un número de soul, en fem un de country and western, i després vam fer 'The Phone Call' que vindria ser la cosa més refotudament punk que pots fer en temps de 5/4. Impressionat? Vaig quedar molt impressionat." Encara mancava un guitarrista, i Farndon va reclutar el guitarra solista James Honeyman-Scott aquell estiu.
Chambers va treballar amb Farndon per adaptar-se als temps de Hynde: "El Pete i jo vam fer força feina tots sols, perquè la secció rítmica pogués tocar les coses que feia la Chrissie amb temps estranys. Així que el Pete i jo arribàvem un parell d'hores abans que els altres i anàvem parlotejant les cançons. Saps què vull dir, 'da dad da, boom boom'. Ella no comptava de la manera tradicional, així que havíem de tornar a interpretar els temps. Quan vam fer l'ajust i vam aprendre a seguir-la, per dir-ho així, va sortir natural. És el fonament de la música dels Pretenders."
Farndon va tenir un paper important a l'hora de donar forma a la imatge dura dels Pretenders, portant sovint la seva roba de motorista, o després, equipació de samurai a l'escenari. Hynde va confirmar després que dues cançons dels Pretenders, "Biker" i "Samurai" tenien "referències a una mena de personatge com el Pete Farndon". Com a intèrpret, Hynde recorda que "el Pete era fantàstic. Pete entabanava molt perquè tècnicament no era pas cap gran músic. Però tenia un cor de veritat, com ara si parléssim de boxa, podia guanyar la baralla només per les ganes que hi posava. I tenia una energia enorme, que li venia d'una mena de desesperació."
A principis de 1982, el consum de drogues de Farndon provocava una tibantor de les relacions amb els seus companys de grup. Cada vegada era més buscabregues i segons Hynde, "estava malament. De veritat no s'hi podia treballar". La situació va arribar al límit quan el guitarra James Honeyman-Scott va amenaçar de plegar del grup si no n'expulsaven Farndon. A petició de Hynde, el mànager del grup Dave Hill va fer fora en Farndon el 14 de juny 1982. Al cap de dos dies de l'acomiadament de Farndon, Honeyman-Scott fou trobat mort d'un atac de cor provocat per sobredosi de cocaïna. Amb quatre anys de carrera dels Pretenders, dels membres originals només quedaven la Hynde i el bateria Martin Chambers, i al cap de menys d'un any, els únics vius.
Després de ser expulsat dels Pretenders, Farndon va treballar amb l'antic bateria dels Clash Topper Headon, el guitarra Henry Padovani, l'organista Mick Gallagher, i el vocalista Steve Allen (que abans havia estat a Deaf School) en un grup que va durar poc anomenat Samurai.

## Mort
El 14 d'abril de 1983, als 30 anys, Farndon fou trobat ofegat a la banyera de casa seva a Londres, després d'haver-se quedat inconscient per una sobredosi d'heroïna. Està enterrat a l'església de St. Peter a Withington, Herefordshire.

## Discografia
The Bushwackers
- 1976 - Murrumbidgee

The Pretenders
- 1980 - Pretenders
- 1981 - Pretenders II